# Pays-Bas au Concours Eurovision de la chanson 2015
Les Pays-Bas ont annoncé leur participation au Concours Eurovision de la chanson 2015 à Vienne, en Autriche le 3 juin 2014. Le pays est représenté par Trijntje Oosterhuis et sa chanson Walk Along, sélectionnées en interne par le diffuseur néerlandais AVROTROS.

## Sélection
La chanteuse Trijntje Oosterhuis, représentant les Pays-Bas au Concours Eurovision de la chanson est présentée le 10 novembre 2015 à la suite d'une sélection interne. Elle chantera une chanson nommée Walk Along.

## À l'Eurovision
Les Pays-Bas ont participé à la première demi-finale qui a eu lieu le 9 mai 2015. Arrivé 14e avec 33 points, le pays ne se qualifie pas pour la finale.